# Неготино (город)
Него́тино или Не́готин (макед. Неготино) — город в Северной Македонии, центр общины Неготино. Основатель города — древний македонский царь Антигон II Гонат (III в до н. э.). Данное городу имя Антигония веками позже трансформировалось славянами в Неготин (Неготино).

## География
Неготино находится в центральной части Северной Македонии, в долине реки Вардар (в Тиквешской котловине) неподалёку от города Велес. Вблизи города проходит магистраль Скопье — Гевгелия (часть магистрали Белград — Афины).
Через город протекает река Тимьяничка.

## Население
По переписи 2021 года, в Неготино проживали 12 488 жителя:
| Национальность | Всего  |
| македонцы      | 12 994 |
| албанцы        | 1      |
| турки          | 46     |
| цыгане         | 74     |
| влахи          | 11     |
| сербы          | 117    |
| бошняки        | 1      |
| другие         | 40     |

## Достопримечательности
Построенная в 1821 году часовая башня (Саат кула).

## Праздники
- Праздник общины 8 ноября — дата отступления немецких войск в 1944 г.
- Фестиваль вина — праздник Св. Трифона Зарезана — 14 февраля
- Монастырский вечер и Неготинская ярмарка — в день Малой Богородицы — 20-23 сентября

## Города-побратимы
- Попово, Болгария

## Люди, связанные с городом

### Родились в Неготино
- Станоев, Александр, болгарски революционер
- Мойсов, Лазар (р.1920), югославский политик
- Самарджиев, Петр (1877—1906), болгарский революционер
- Джошевский, Никола — футболист
- Арнаудова, Кристина — певица